# 魯普雷希特147
魯普雷希特147或NGC 6774是一個潰散中的星團，位於銀河系內距離地球大約1,000光年，相較之下是很靠近的星團。這個星團位於人馬座，在夏天的夜晚可以用雙筒望遠鏡觀看。這個星團是個受到重力的約束的集團，年齡約有2億歲。它在1830年被約翰·赫歇爾發現，長期以來被認為是個隨機集合的星群。直到2012年，它才被天文物理學確認是研究上的重要量規，特別是研究類太陽恆星的潛在規範